# Grindcore
Grindcore je ekstremni glazbeni žanr, koji vuče korijene iz death metala, industriala, noisea i ekstremnih varijacija hardcore punka.  
Karakteriziraju ga teška distorzija, nisko naštimane gitare, brzi tempo, blast beatsi te vokali koji se sastoje od growla i visokih vriskova. 